# Шентюрій-на-Доленськем
Шентюрій-на-Доленськем (словен. Šentjurij na Dolenjskem) — поселення в общині Мирна Печ, регіон Південно-Східна Словенія, Словенія.